# شو جو-یا
شو جو-یا (انگلیسی: Hsu Ju-ya) یک تکواندوکار تایوانی است. وی در مسابقات قهرمانی تکواندو جهان ۱۹۸۹ در سئول، در دسته میان‌وزن و در مسابقات قهرمانی تکواندو جهان ۱۹۹۳ در نیویورک، برنده مدال برنز شد. وی در مسابقات تکواندو قهرمانی آسیا در سال ۱۹۹۴ مدال نقره را از آن خود کرد.